# Горбин, Николай Михайлович
Николай Михайлович Горбин (14 мая 1905, Васиха — 25 ноября 1993, Москва) — генерал-майор, заместитель начальника штаба 65-й армии.

## Биография
Николай Горбин родился 14 мая 1905 года в деревне Васиха Лихославльского района Калининской области (ныне — Тверской области). 
В Красную Армию был призван в 1928 году, службу проходил в г. Полоцке. Был направлен на учёбу в Киевское военное училище, по окончании которого служил в пограничных войсках. В 1937 году поступил в Военную академию имени Фрунзе.
Накануне войны нес службу на пограничных заставах в должности начальника штаба. С первых дней оборонял государственную границу СССР в составе 83-го погранотряда.
С августа 1941 года был назначен начальником оперативного отдела штаба 29-й армии. 
Участвовал в боях под Харьковом, в Сталинградском сражении, на Курской дуге, освобождении Михайловского (ныне Железногорского) района, а также в операциях по освобождению Белоруссии, Польши и Германии.
Осенью 1943 года в должности заместителя начальника штаба 65-й армии участвовал в форсировании Днепра в районе Лоева.
Во время операции «Багратион» Н.М. Горбин был назначен заместителем командира 18 стрелкового корпуса 65 армии.
После окончания Великой Отечественной войны продолжал службу в Советской Армии, был начальником штаба стрелкового корпуса, дислоцированного в Твери.
1955–1958 гг. — военный советник в Чехословакии. 
С 1959 по 1968 годы Н.М. Горбин работал в Военной академии имени Фрунзе, возглавлял факультет для иностранных военнослужащих. Последнее воинское звание — генерал-майор.
С 1968 года вышел в отставку. Был заместителем Совета ветеранов 65 армии, вёл активную военно-патриотическую работу, многое сделал для увековечения памяти погибших однополчан.

## Награды и звания
- Орден Красного Знамени (3)
- Орден Суворова II степени
- Орден Кутузова II степени
- Орден Отечественной войны I степени
- Орден Красной Звезды
- Медаль «За оборону Сталинграда»
- Медаль «За освобождение Варшавы»
- Другие медали
- Почётный гражданин Лоева[1] — за освобождение Лоевского района, за вклад в разработку и осуществление операции по форсированию Днепра
- Почётный гражданин города Железногорска (1983)